# Peter Pedersen
 Der er flere personer med dette navn, se Peder Pedersen.
Peter Pedersen (27. november 1806 i København – 23. september 1861) var en dansk astronom og politiker.
Pedersen var søn af koffardikapitajn Peder Kromoes Pedersen (død 1849) og Anne Cathrine, født Skade, dimitteredes 1823 fra Københavns Borgerdydskole og tog i 1828 teologisk embedseksamen. 1829 blev han assistent og 1832 observator ved Observatoriet i København, og 1835 tog han magistergraden med en afhandling De longitudine speculæ Havniensis. Efter i 1839-40 at have foretaget en videnskabelig udenlandsrejse blev han 1841 medlem af komiteen til bedømmelse af Livrenteselskaber og 1842 medlem af direktionen for Livrente- og Forsørgelsesanstalten samt Livsforsikringsanstalten. Samme år optoges han i Videnskabernes Selskab, blev 1843 medlem af sammes meteorologiske komité, 1844 bestyrer af dets magnetiske observatorium og 1851 dets kasserer. 1846 entledigedes han som observator og udnævntes til titulær professor.
Han var 1840-58 meddirektør for de Massmannske Søndagsskoler, 1844-54 formand for Athenæum og indtil 1857 medbestyrer af Det Kongelige Teaters enkekasse. 1848 valgtes han til rigsdagsmand i København, deltog i Den grundlovgivende Rigsforsamling og derefter som folketingsmand i de 3 første rigsdagssamlinger. 1861 entledigedes han fra sin stilling i Livrenteanstalten og døde 23. september samme år. Han var gift med Tadea Richardine, født Brasch, datter af urmager T.R. Brasch.
Pedersen er forfatter til Tycho Brahes Liv (1838) og til Almenfattelig Vejrlære (1854) og har beregnet almanakken for 1857. Hans astronomiske iagttagelser findes i Astronomische Nachrichten XII-XV og XXII. I Videnskabernes Selskabs Skrifter, 5. række, naturvdskbl. og math. Afd. III findes hans Skildring af Danmarks Fugtighedsforhold, og talrige meteorologiske meddelelser fra ham findes i Selskabets oversigter, i Havetidende og andensteds.